# Àguila de Java
L'àguila de Java (Nisaetus bartelsi) és una espècie d'ocell de la família dels accipítrids (Accipitridae). Habita els boscos de Java. El seu estat de conservació es considera en perill d'extinció.